# Ойтін
Ойтін (нім. Eutin) — місто в Німеччині, розташоване в землі Шлезвіг-Гольштейн. Адміністративний центр району Східний Гольштейн.
Площа — 41,4 км2. Населення становить 16 960 ос. (станом на 31 грудня 2020).

## Уродженці

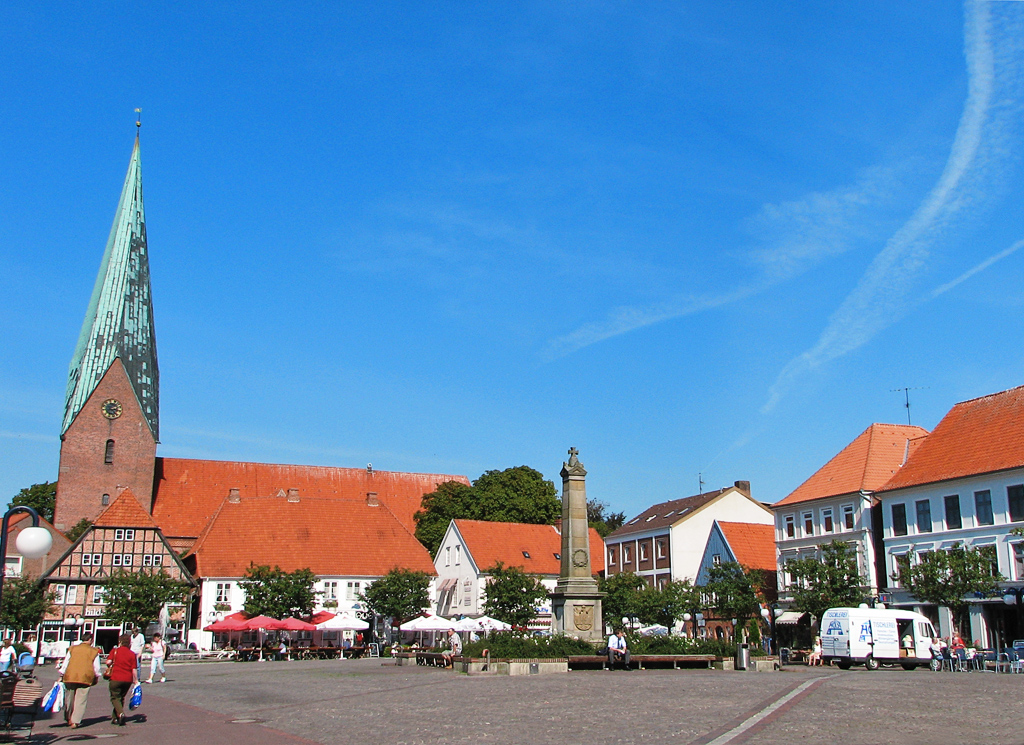
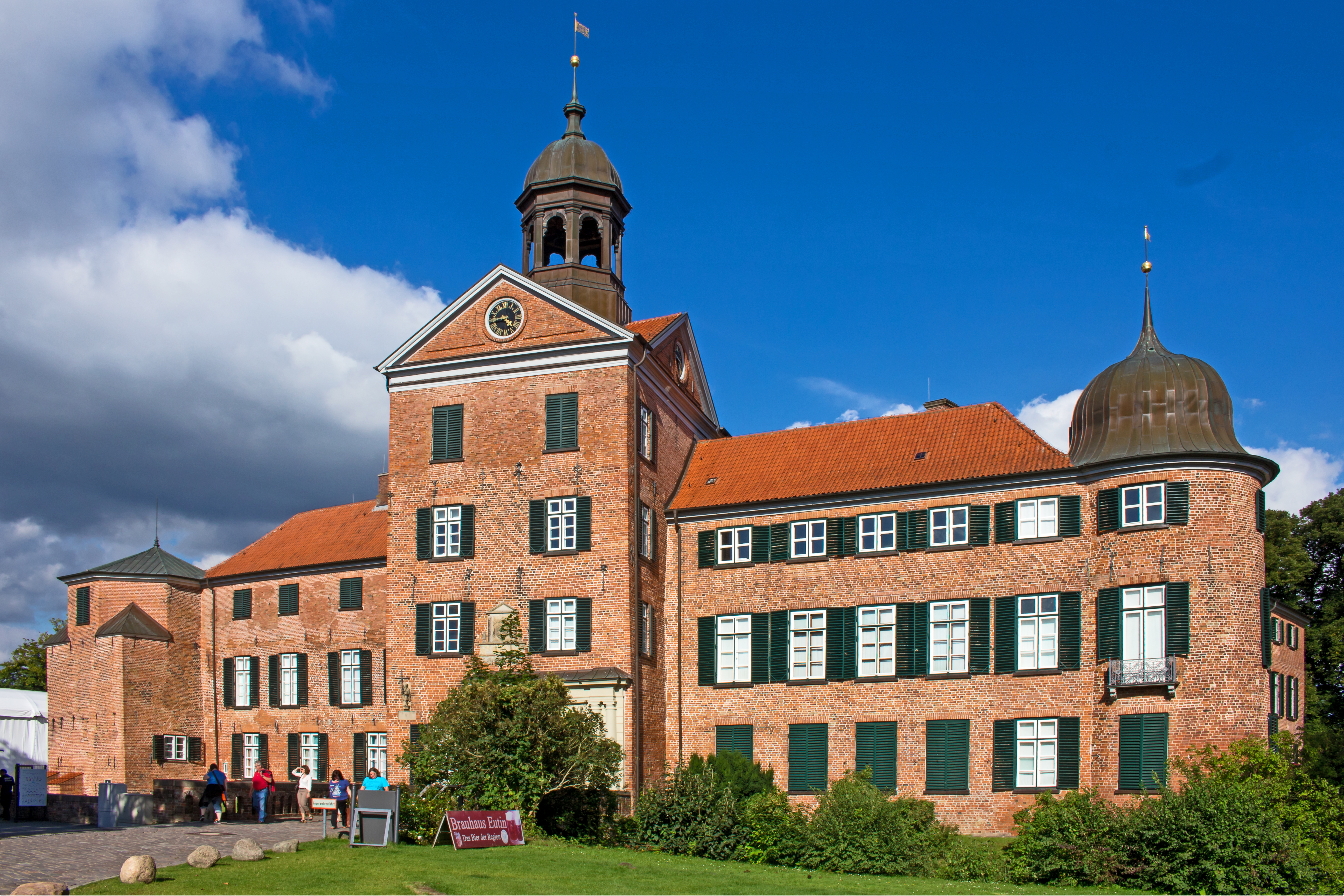
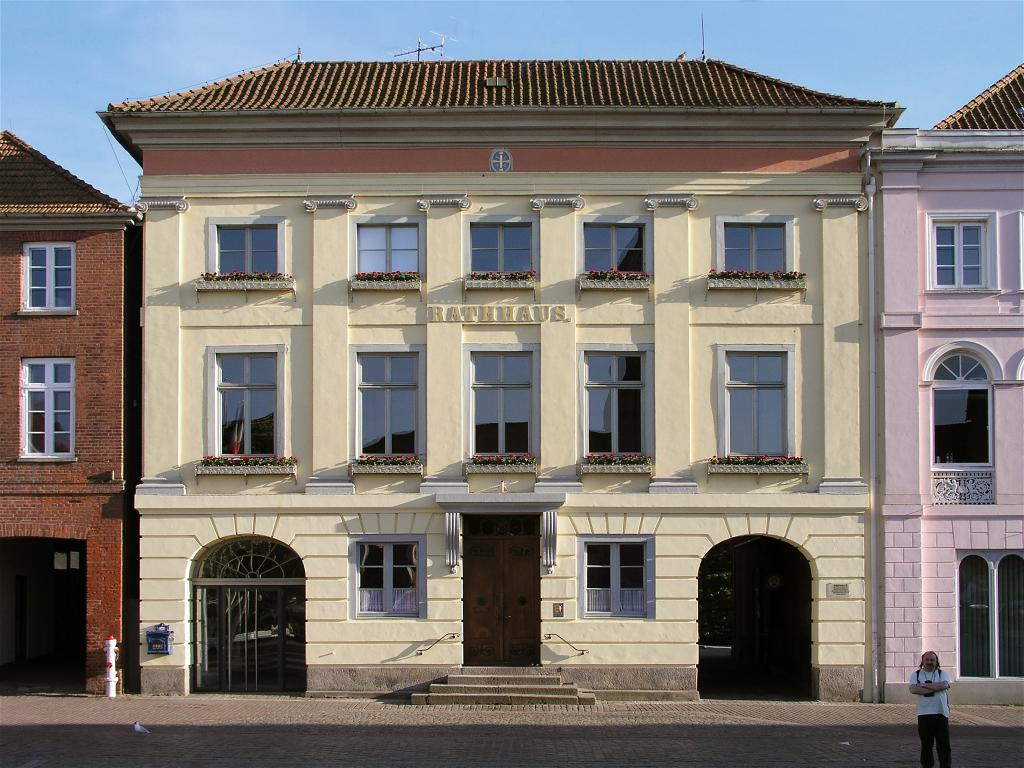
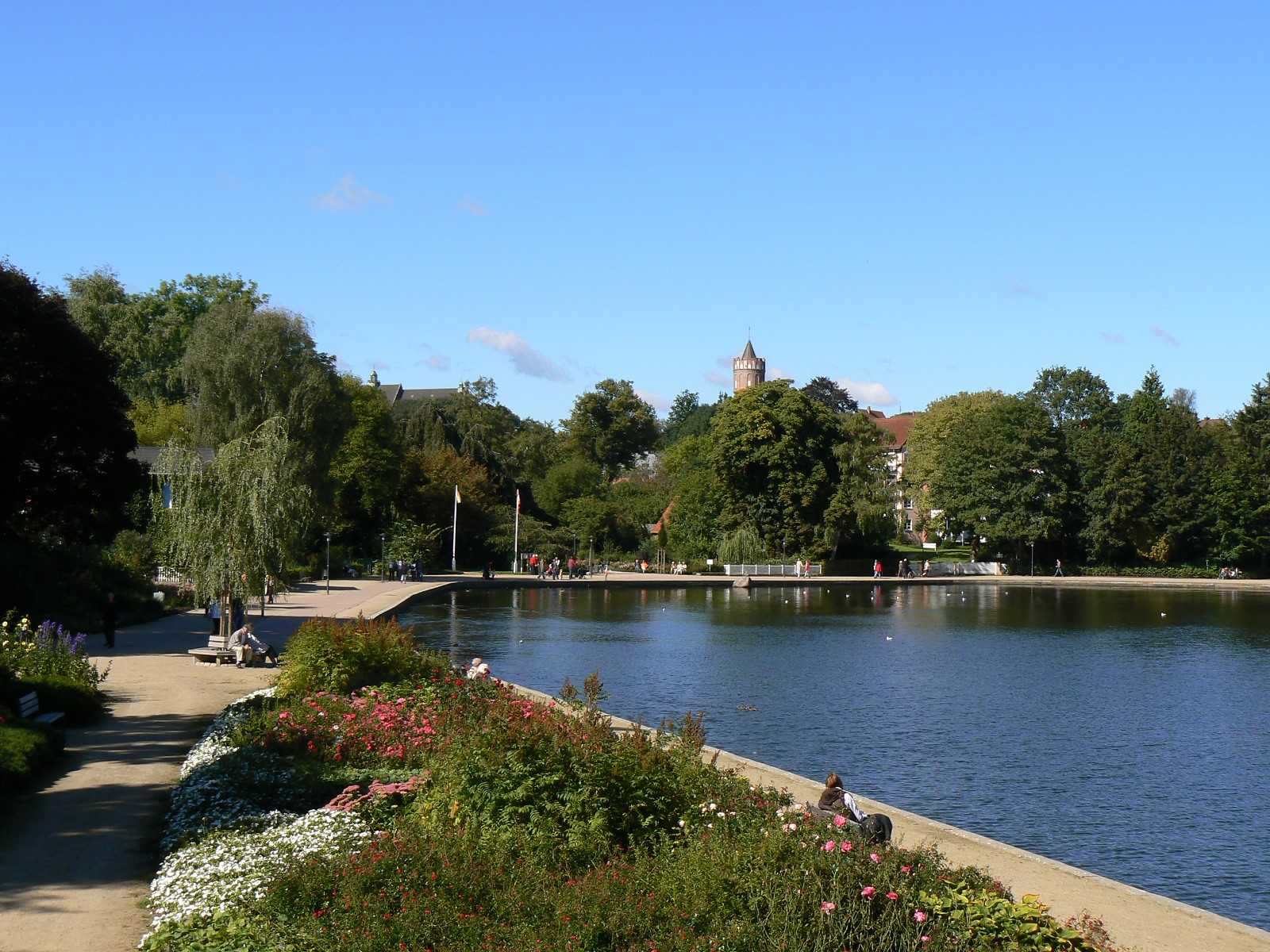
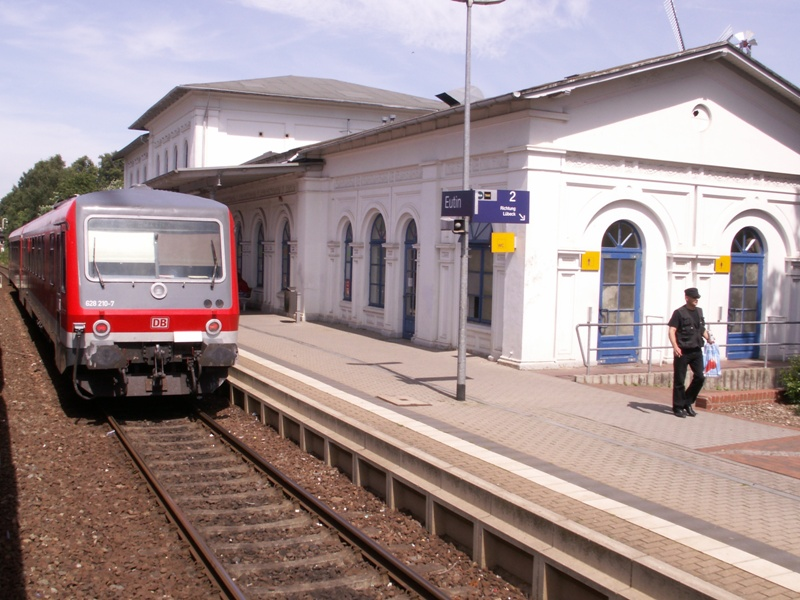
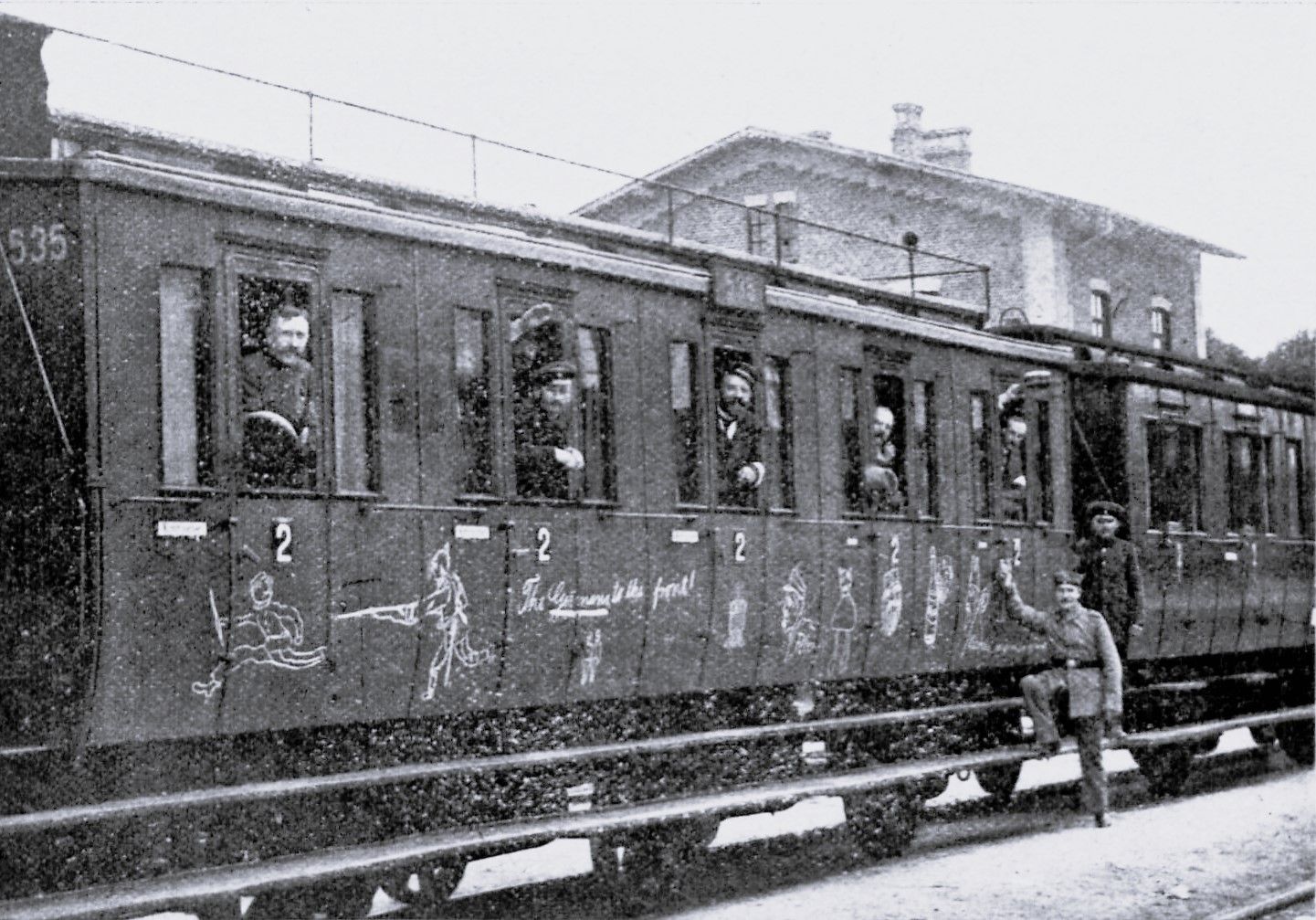

- Ульріка Фредеріка Вільгельміна Гессен-Кассельська (1722 — 1787) — принцеса Гессен-Кассельська, герцогиня Ольденбургу
- Карл Марія фон Вебер — (1786 — 1826)  — німецький композитор, диригент і піаніст. Основоположник німецької романтичної опери.
- Йоганн Фрідріх Юліус Шмідт (1825 — 1884) — німецький астроном і геофізик.